# فارقليط
البراقليط (باليونانية: παράκλητος)‏ (باللاتينية: Paracletus)؛ هو مصطلح يوناني كويني يعني المُعزّي أو المُعين أو الشفيع أو المساعد، استخدم في رسالة يوحنا للإشارة إلى السيد المسيح، وللإشارة لعمل الروح القدس في إنجيل يوحنا
استعمل المصطلح في اليونانية القديمة كما في إحدى خطب ديموستيني في إشارة إلى محام أو من يستعان به في سياق قضائي. وتطور المصطلح بعد أن استعير في الترجمة السبعينية للتناخ ومن ثم في إنجيل يوحنا ليعني المدافع كمضاد للمُتهم (الشيطان).

## في المسيحية
يعرف الفارقليط بأنه روح القدس الذي نزل على التلاميذ يوم العنصرة ليعزيهم في فقدهم ليسوع، وهناك «صار بغتة من السماء صوت كما من هبوب ريح عاصفة، وملأ كل البيت حيث كانوا جالسين، وظهرت لهم ألسنة منقسمة كأنها من نار، واستقرت على كل واحد منهم، وامتلأ الجميع من الروح القدس، وابتدءوا يتكلمون بألسنة أخرى كما أعطاهم الروح أن ينطقوا».
ولا تذكر أسفار العهد الجديد شيئاً - سوى ما سبق - عن هذا الذي حصل يوم الخمسين من قيامة المسيح. يقول الأنبا أثناسيوس في تفسيره لإنجيل يوحنا: «البارقليط هو روح الله القدوس نفسه المعزي، البارقليط: المعزي» الروح القدس الذي يرسله الأب باسمي، وهو الذي نزل عليهم يوم العنصرة فامتلأوا به وخرجوا للتبشير، وهو مع الكنيسة وفي المؤمنين، وهو هبة ملازمة للإيمان والعماد».
ويقول معجم اللاهوت الكتابي: «لفظ بارقليط، (باليونانية parakletos) لفظ مأخوذ من كتابات القديس يوحنا، وهو يعبّر ليس عن طبيعة شخص، بل عن وظيفته. فهو من يلعب دور المساعد الإيجابي، والمحامي، والمؤيد، ويقوم بهذه المهمة يسوع المسيح الذي هو» شفيع لنا عند الآب وهو كفارة عن خطايانا «في السماء»، كما يقوم بها أيضاً الروح القدس الذي يحقق حضور يسوع فعلياً من حيث هو الشاهد والمدافع عنه بين المؤمنين».

## في الإسلام
يقول الدكتور منقذ السقار في كتابه (هل بشر الكتاب المقدس بمحمد ﷺ) أن أصل هذه الكلمة هو “periklytos” والتي تشير إلى اسم محمد وأحمد. حيث نقل منقذ السقار أيضا في كتابه ما قاله أستاذ اللاهوت والقس السابق عبد الأحد داوود من أن تفسير الكنيسة للبارقليط بأنه «شخص يدعى للمساعدة أو شفيع أومحام أو وسيط» غير صحيح، فإن كلمة بارقليط اليونانية لا تفيد أياً من هذه المعاني، فالمعزي في اليونانية يدعى (باراكالون أو باريجوريتس)، والمحامي تعريب للفظة (سانجرس)، وأما الوسيط أو الشفيع فتستعمل له لفظة «ميديتيا».
ويضيف الدكتور منقذ ويقول أن أسقف بني سويف الأنبا أثناسيوس في تفسيره لإنجيل يوحنا قال: " إن لفظ بارقليط إذا حرف نطقه قليلاً يصير "بيركليت"، ومعناه: الحمد أو الشكر.

## فهرس المراجع
الأولية
1. 1 2  "رسالة يوحنا الأولى 2: 1".
2. ↑  "يوحنا 14: 15-16".
3. 1 2  "أعمال الرسل 2: 1-4".
4. ↑  "يوحنا 14: 26".

الثانوية
1. ↑  فيربروح، فيلين د. القاموس الموسوعي للعهد الجديد (ط. الأولى). مصر: دار الكلمة. ص. 515. ISBN:9773840603.
2. ↑  Abbot، Edwin A.، The Fourfold Gospel Section II the Beginning، CUP Archive، ص. 284، GGKEY:70GYNDRQWWR، مؤرشف من الأصل في 2020-01-25، اطلع عليه بتاريخ 2012-12-11
3. ↑  Metzger، Bruce M.؛ Coogan، Michael D. (20 ديسمبر 2001)، The Oxford Guide to Ideas & Issues of the Bible، Oxford University Press، ص. 204، ISBN:978-0-19-514917-3، مؤرشف من الأصل في 2020-01-25، اطلع عليه بتاريخ 2012-12-11
4. 1 2 3  "ص126 - هل بشر الكتاب المقدس بمحمد صلى الله عليه وسلم - البارقليط عند النصارى - المكتبة الشاملة". المكتبة الشاملة. مؤرشف من الأصل في 2021-02-16. اطلع عليه بتاريخ 2021-02-15.
5. ↑  "ص127 - هل بشر الكتاب المقدس بمحمد صلى الله عليه وسلم - البارقليط عند المسلمين - المكتبة الشاملة". المكتبة الشاملة. مؤرشف من الأصل في 2021-02-16. اطلع عليه بتاريخ 2021-02-15.
6. 1 2  "ص128 - هل بشر الكتاب المقدس بمحمد صلى الله عليه وسلم - البارقليط عند المسلمين - المكتبة الشاملة". المكتبة الشاملة. مؤرشف من الأصل في 2021-02-16. اطلع عليه بتاريخ 2021-02-15.